# حقل كورمور
حقل كورمور هو حقل غاز طبيعي حُرّ، في ناحية قادر كرم في قضاء جمجمال في محافظة السليمانية في شمال شرق العراق، طول الحقل 33 كيلومتراً، وعرضه 4 كيلومترات، اكتشف سنة 1928 أو سنة 1930، وكان اسمه حقل الأنفال حتى سنة 2003، موقعه في منطقة مرتفعة، وفي سنة 2022 كان احتياطي الحقل 8 ترليونات و200 ملیار قدم مكعب، وإنتاجه اليومي من الغاز الطبيعي 452 مليون متر مكعب، وإنتاجه اليومي من متكثف الغاز 22 ألف برميل، تنقل عن طريق الصهاريج وتخلط مع النفط المصدر الى الخارج. وإنتاجه اليومي من الغاز السائل 1050 طناً. وهو من أكبر حقول الغاز في إقليم كردستان، يُتزوّد به لتشغيل الكهرباء، وتوفير حاجة السكان من غاز الطبخ والتدفئة، حتى سنة 1977 لم يكن حقل كورمور مستَثمراً، طول الطريق بين موقع الحقل وقضاء طوزخورماتو 15 كيلومتراً، وكان موقع الحقل ضمن ناحية قادر كرم التي كانت تابعة لقضاء طوز خورماتو التابع لمحافظة التأميم حتى سنة 1976، ثم صار قضاء طوزخورماتو تابعاً لمحافظة صلاح الدين حتى سنة 1987، ثم انفكت ناحية قادر كرم من محافظة صلاح الدين وأُلحقت بقضاء جمجمال التابع لمحافظة السليمانية، وحين انفصل إقليم كردستان العراق عن الحكم المركزي، ظل حقل كورمور تابعاً لحكومة العراق المركزية، حتى سنة 2007 حين استلمته حكومةُ إقليم كردستان العراق، والحقل ضمن سيطرة الاتحاد الوطني الكردستاني، وموقع الحقل من المناطق المتنازع عليها بين حكومة إقليم كردستان العراق وحكومة العراق الاتحادية. ويستثمرُ الحقلَ شركةُ دانة غاز وشركةُ الهلال الإماراتيتان.

## قصف الحقل
- في 25 كانون الثاني/يناير 2024، تعرض حقل كورمور لقصف بطائرة مسيرة وصاروخي كاتيوشا أحدث أضرارا محدودة واندلع حريق في جزء من حقل الغاز.[13]
- في 7 نيسان/أبريل 2024، الساعة 6:45 مساء استهدف حقل كورمور الغازي بطائرة مسيرة مجهولة نتج عنه مقتل أربعة عمال يمنيين وإصابة عمال اثنين.[14][15][16][17] وادان رئيس الجمهورية العراقية، عبد اللطيف رشيد الهجوم.[18] ورئيس حكومة إقليم كردستان العراق مسرور بارزاني ادن الهجوم ايضاً.[17]
- في 2 شباط/فبراير 2025، تعرض حقل كورمور لهجوم بواسطة طائرة مسيرة مجهولة ولم يسفر عن خسائر.[19]